# 哈阜片
哈阜片是东北官话的一个方言片，分布在辽宁省西部、吉林省西部、黑龙江省南部以及内蒙古自治区兴安盟和通辽市部分旗县，其下又分肇扶、长锦两个小片。

## 特征
哈阜片区别于其他东北官话的特征，在于普通话的开口零声母字，如“鹅爱矮袄藕”等，哈阜片全读[n]声母。（例如将“安”读成“囡”，“矮”读成“乃”）
哈阜片内部各小片的划分依据是普通话读[ʈ͡ʂ ʈ͡ʂʰ ʂ]声母的字（即汉语拼音zh ch sh）的读音情况，肇扶小片仍读[ʈ͡ʂ ʈ͡ʂʰ ʂ]，长锦小片则自由变读为[ʈ͡ʂ ʈ͡ʂʰ ʂ]或[t͡s t͡sʰ s]，通常多读[t͡s t͡sʰ s]。